# セシリア・ラウズ

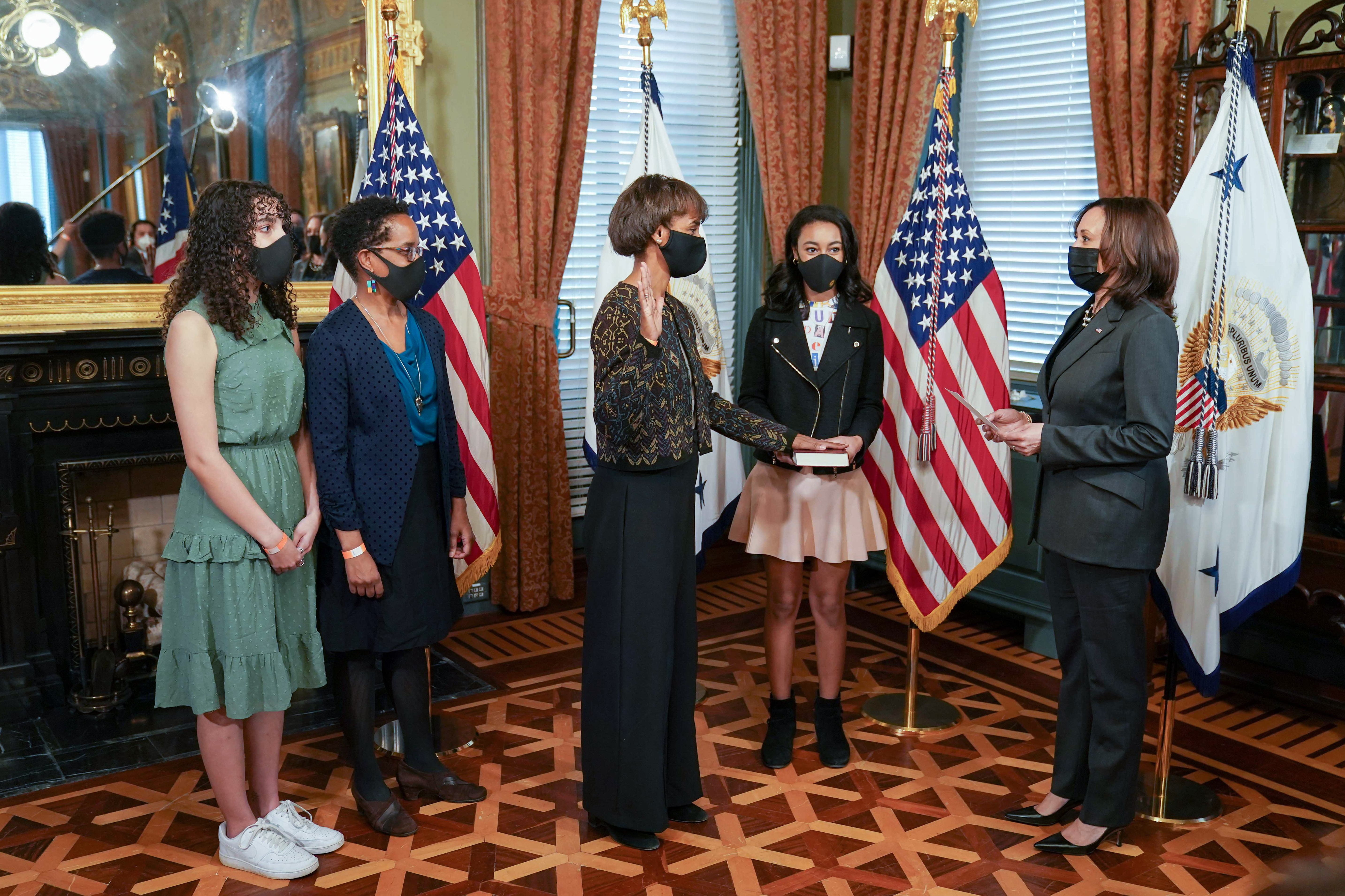
カマラ・ハリス副大統領が同席しセシリア・ラウズの大統領経済諮問委員会委員長の宣誓式が行われた。

セシリア・ラウズ (Cecilia Rouse) は、アメリカ合衆国の経済学者。2021年3月から2023年3月までバイデン政権で大統領経済諮問委員会 (CEA) の第30代委員長を務めた。ラウズは、プリンストン大学公共政策・国際関係大学院長を務めた後、2020年11月にバイデン大統領によって経済諮問委員会委員長に指名され、2021年3月2日に上院で95対4の票数で承認、アフリカ系アメリカ人として初めて経済諮問委員会委員長に就任した。

## 経歴
ラウズはカリフォルニア州生まれで、彼女の父カールA.ラウズは物理の博士号をもつ研究者、母は学校心理学者、二人の兄弟の一人は物理学、もう一人のキャロリン・ラウズもプリンストン大学の人類学者で教授という研究者一家に育つ。ラウズは1986年にハーバード大学で経済学の学士号を取得し、1992年に同大学で経済学の博士号を取得している。
1992年にプリンストン大学に籍を置き、1998年から1999年までクリントン大統領の下でアメリカ合衆国国家経済会議 (NEC) で経済顧問として経済政策の助言と立案にかかわった。
2009年から2011年までオバマ大統領の大統領経済諮問委員会 (CEA) の委員を務めた。
2012年から2021年までプリンストン大学公共政策・国際関係大学院長を務めた。主な研究対象は、所得や資産、ならびに教育面の人種格差の是正の必要性を説く、教育経済学に焦点を当てた労働経済学である。
2020年11月、バイデン大統領はラウズを経済諮問委員会委員長に指名した。経済諮問委員会は委員長と委員２人で構成され、就任にあたっては委員長のみが上院での承認が必要となる。前政権でトランプ大統領は委員長ポストを閣僚級から格下げしていたが、バイデン大統領は委員長を閣僚級に戻し、ラウズは2021年1月28日の上院銀行委員会の承認公聴会で、新型コロナウイルス感染拡大による景気後退と向き合い、この困難をより公平な経済を構築する機会とするとして意欲を示した。ラウズの豊富な経験は超党派で支持されており、上院は 2021年3月2日に95-4の投票でラウズを確認した。
ラウズは、アフリカ系アメリカ人作家でノーベル文学賞を受賞したトニ・モリソンの息子であるフォード・モリソンと結婚し、2人の娘がいる。